# 구이저우성 (중화민국)

구이저우 성의 위치

구이저우성(중국어: 貴州省, 한국어: 귀주성)은 1912년부터 1949년까지 존재했던 중화민국의 성으로 성도는 구이양 시이며 면적은 170,196km2이다. 6개 행정독찰구 하에 1개 시, 79개 현을 관할했다. 동쪽으로는 후난 성, 북쪽으로는 쓰촨 성, 서쪽으로는 시캉 성과 윈난 성, 남쪽으로는 광시 성과 접하고 있었다.